# نوویه سولی
نوویه سولی (انگلیسی: Novyye Sulli) یک شهرک در شهرستان یرمکیفسکی استان باشقیرستان کشور روسیه است.